# Licuala triphylla
Licuala triphylla är en enhjärtbladig växtart som beskrevs av William Griffiths. Licuala triphylla ingår i släktet Licuala och familjen Arecaceae. Inga underarter finns listade i Catalogue of Life.